# FIRA Trophy 1979-80
El FIRA Trophy de la temporada  1979-80  fue la 7° edición con esta denominación y la 20° temporada del segundo torneo en importancia de rugby en Europa, luego del Torneo de las Seis Naciones.

## FIRA Trophy
| Lugar | Selección       | Partidos | Partidos | Partidos  | Partidos | Puntos  | Puntos    | Puntos | Tabla de puntos |
| Lugar | Selección       | Jugados  | Ganados  | Empatados | Perdidos | A favor | En contra | dif.   | Tabla de puntos |
| ----- | --------------- | -------- | -------- | --------- | -------- | ------- | --------- | ------ | --------------- |
| 1     | Francia         | 5        | 5        | 0         | 0        | 169     | 32        | +137   | 15              |
| 2     | Rumania         | 5        | 3        | 0         | 2        | 142     | 86        | +56    | 11              |
| 3     | Italia          | 5        | 3        | 0         | 2        | 87      | 54        | +33    | 11              |
| 4     | Unión Soviética | 5        | 3        | 0         | 2        | 80      | 81        | -1     | 11              |
| 5     | Polonia         | 5        | 1        | 0         | 4        | 56      | 171       | -115   | 7               |
| 6     | Marruecos       | 5        | 0        | 0         | 5        | 37      | 147       | -110   | 5               |

| Bandera de Francia    |
| Campeón Francia       |
| Décimo séptimo título |

## Segunda División
| Lugar | Selección    | Partidos | Partidos | Partidos  | Partidos | Puntos  | Puntos    | Puntos | Tabla de puntos |
| Lugar | Selección    | Jugados  | Ganados  | Empatados | Perdidos | A favor | En contra | dif.   | Tabla de puntos |
| ----- | ------------ | -------- | -------- | --------- | -------- | ------- | --------- | ------ | --------------- |
| 1     | España       | 4        | 4        | 0         | 0        | 101     | 33        | +68    | 12              |
| 2     | Yugoslavia   | 4        | 2        | 1         | 1        | 33      | 41        | -8     | 9               |
| 3     | Países Bajos | 4        | 2        | 0         | 2        | 37      | 44        | -7     | 8               |
| 4     | RFA          | 4        | 1        | 1         | 2        | 26      | 39        | -13    | 7               |
| 5     | Suecia       | 4        | 0        | 0         | 4        | 35      | 75        | -40    | 4               |

| Bandera de España |
| Campeón España    |
| Segundo título    |

## Tercera División
| Lugar | Selección | Partidos | Partidos | Partidos  | Partidos | Puntos  | Puntos    | Puntos | Tabla de puntos |
| Lugar | Selección | Jugados  | Ganados  | Empatados | Perdidos | A favor | En contra | dif.   | Tabla de puntos |
| ----- | --------- | -------- | -------- | --------- | -------- | ------- | --------- | ------ | --------------- |
| 1     | Túnez     | 2        | 2        | 0         | 0        | 30      | 20        | +10    | 6               |
| 2     | Bélgica   | 2        | 1        | 0         | 1        | 59      | 19        | +40    | 4               |
| 3     | Dinamarca | 2        | 0        | 0         | 2        | 21      | 71        | -50    | 2               |

| Bandera de Túnez |
| Campeón Túnez    |
| Primer título    |